# Menemerus ridens
Menemerus ridens là một loài nhện trong họ Salticidae.
Loài này thuộc chi Menemerus. Menemerus ridens được Henry Roughton Hogg miêu tả năm 1914.